# 黄龙弱蛛
黄龙弱蛛（学名：Leptoneta huanglongensis）为弱蛛科弱蛛属的动物。在中国大陆，分布于浙江等地，主要栖息于石下和洞穴之中。该物种的模式产地在浙江。